# 서정돈
서정돈(徐正燉, 1943년 12월 11일 ~ , 대구)은 대한민국의 교수이자 의학자이며 2003년부터 2011년까지 성균관대학교 총장, 2015년 1월부터 2019년 1월까지 학교법인 성균관대학 이사장을 역임했다.

## 인물
대구 출신으로 경북대학교 사범대학 부속고등학교를 거쳐 1967년 서울대학교 의과대학 의학과를 졸업, 1969년 서울대학교 대학원 의학석사, 1973년 서울대학교 대학원에서 의학박사 학위를 받았다. 1975년부터 1980년까지 서울대학교와 충남대학교 의과대학에서 전임강사로 활동했고, 1976년 ~ 1997년 서울대학교 의과대학 교수, 1994년 ~ 1996년 서울대학교 의과대학 부학장을 역임했다. 1997년 3월 ~ 2003년 2월에는 성균관대학교 의과대학 학장을 맡았고, 2003년 2월에는 성균관대학교 총장으로 취임하여 2011년 1월까지 역임했다.
성균관대학교 총장으로 재직 중이던 2009년 동 대학 유학대학원에 학생 신분으로 입학하여 이듬해인 2010년에 석사 학위를 받았다.

## 학력
- 경북대학교 사범대학 부속고등학교
- 서울대학교 의과대학 의학 학사
- 1969년 : 서울대학교 대학원 의학석사
- 1973년 : 서울대학교 대학원 의학박사
- 2010년 : 성균관대학교 유학대학원 석사

### 명예 박사 학위
- 2004년 : 국립 정치 대학 명예 경영학박사[2]

## 주요 경력
- 1972년 ~ 1975년 : 해군 군의관(소령 예편)
- 1975년 6월 ~ 1980년 3월 : 서울대학교, 충남대학교 의과대학 전임강사
- 1977년 7월 ~ 1979년 6월 : 캐나다 앨버타대학병원 심장과 연구원
- 1980년 4월 ~ 1984년 3월 : 서울대학교 의과대학 조교수
- 1980년 10월 ~ 1981년 6월 : 미국 예일 대학교 연구원
- 1984년 4월 ~ 1989년 3월 : 서울대학교 의과대학 부교수
- 1989년 4월 ~ 1997년 1월 : 서울대학교 의과대학 교수
- 1990년 6월 ~ 1993년 6월 : 서울대학교병원 기획조정실장
- 1994년 5월 ~ 1996년 5월 : 서울대학교 의과대학 부학장(교무 담당)
- 1994년 11월 ~ 1996년 10월 : 대한적십자사 의료사업자문위원회 위원
- 1996년 3월 ~ 1998년 3월 : 보건복지부 보건의료기술 정책심의위원회 위원
- 1998년 5월 ~ 2003년 2월 : 삼성생명과학연구소 소장
- 1997년 3월 ~ 2003년 2월 : 성균관대학교 의과대학 학장
- 2003년 2월 ~ 2011년 1월 : 성균관대학교 총장(제18대)
- 2008년 : 대통령 직속 국가과학기술위원회 위원
- 2009년 : 한국 유장 편찬위원회 위원장
- 2009년 : 삼성문화재단 이사
- 2009년 ~ 2014년 : 국제유학연합회 이사장(제4대)
- 2010년 : 교육과학기술부 정책자문위원회 위원장
- 2015년 1월 ~ 2019년 1월 : 학교법인 성균관대학 이사장(제18대)
- 2021년 3월 ~ 현재 : 삼성생명공익재단 이사장

## 저서
- 《허스트 박사의 의학교육론》
- 《문제중심학습법》

그 외 다수.

## 논문
- 《정상인 및 각종질환에서의 혈청 Lipoprotein에 관한 연구》 외 240편